# Gamma2 Octantis
Pour les articles homonymes, voir Gamma Octantis.
Désignations
Gamma2 Octantis (en abrégé γ2 Oct) est une étoile géante de la constellation australe de l'Octant. Elle est à peine visible à l'œil nu avec une magnitude apparente de 5,72. L'étoile présente une parallaxe annuelle de 10,18 mas mesurée par le satellite Gaia, ce qui indique qu'elle est distante d'environ ∼ 320 a.l. (∼ 98,1 pc) de la Terre. Elle s'en éloigne à une vitesse radiale héliocentrique de +28 km/s.
Gamma2 Octantis est une étoile géante rouge évoluée de type spectral K0 III. Elle est autour de 1,15 fois plus massive que le Soleil et son rayon est environ 10,5 fois plus grand que le rayon solaire. L'étoile est environ 53 fois plus lumineuse que le Soleil et sa température de surface est de 4 788 K. Sa métallicité est proche de la métallicité solaire et elle tourne sur elle-même à une vitesse de rotation projetée d'environ 3 km/s.